# مروی العمری
مروی العمری (به عربی: مروى العمري؛ زادهٔ ۸ ژانویهٔ ۱۹۸۹) یک کشتی‌گیر آزادکار کشور کامرون است.
وی در مسابقات کشوری و بین‌المللی در مجموع برندهٔ ۳ مدال نقره، ۲ مدال برنز شده‌است. وی سابقه حضور در المپیک ۲۰۲۰ توکیو را دارد.